# Nekonečno

∞ jako symbol nekonečna zavedl anglický matematik John Wallis

Nekonečno (∞) je abstraktní pojem, který označuje kvantitu (množství) něčeho, co je tak veliké, že nemá konec. Typicky se nedá spočítat, změřit, a pokud ano, tak je větší než každé konečné číslo. Přesto se řadí mezi čísla. Objekt, který je tak veliký, že má atributy nekonečna, se někdy nazývá přídavným jménem nekonečný. Nekonečno nemá hranice, ale není totéž co neohraničenost. Nepřítomnost hranic je podmínkou nutnou, nikoli však postačující. Nekonečno lze ztotožnit s neohraničeností pouze v Eukleidově geometrii, obecně je nutné rozlišovat ne/konečnost topologickou a metrickou. Např. kulová plocha (povrch koule) je (metricky) konečná, ale neohraničená. Stejně jako nekonečno.
Nekonečno má důležité místo v matematice (zvláště v geometrii a teorii množin) a její historii. Ke studiu nekonečna přispěli mimo jiné čeští vědci Bernard Bolzano a Petr Vopěnka. Nekonečno vyprovokovalo mnohé úvahy i ve filozofii a teologii.
Poprvé bylo nekonečno použito starověkými Řeky. Ti používali pojem apeiron.
Symbol ∞ pro nekonečno zavedl anglický matematik John Wallis v 17. století.

## Nekonečno v matematice
V geometrii se někdy běžný eukleidovský prostor (i rovina) doplňuje různými nekonečny, „body“ s nekonečnou vzdáleností v různých směrech. Například v projektivní geometrii se každé dvě rovnoběžné přímky protnou v jediném bodě, který lze chápat jako jedno konkrétní nekonečno (právě to, ve kterém se protínají všechny přímky rovnoběžné s jednou danou přímkou).
Jiná možnost je doplnit prostor jen o jedno nekonečno (vznikne tak topologická sféra).

## Mohutnost nekonečných množin
V teorii množin se zavádějí různé mohutnosti nekonečen. Pro jejich popis se používají pojmy jako kardinály (kardinální čísla) a ordinály (ordinální čísla). Podstatou porovnání mohutnosti (kardinality) je možnost vytvoření vzájemně jednoznačného zobrazení mezi množinami. Z tohoto pohledu je například stejná mohutnost množiny přirozených, celých, racionálních a algebraických reálných čísel, ale tyto množiny mají menší mohutnost, než množina čísel transcendentních, iracionálních nebo reálných.

### Potenciální a aktuální nekonečno
Důležitým krokem k takovému pojetí nekonečna bylo uskutečnění myšlenkového přechodu od potenciálního k aktuálnímu nekonečnu. Potenciálně nekonečná množina je v představách chápána jako konečná s možností podle potřeby přibírat další prvky. Aktuálně nekonečná množina je pak taková, která je brána jako nekonečný celek. Zásadní průlom v tomto směru provedl český matematik Bernard Bolzano.[zdroj?]

### Nekonečno ve fyzice
Ač na první pohled úplně nefyzikální (výsledkem měření fyzikální veličiny může být pouze reálné číslo), nekonečna se ve fyzice běžně vyskytují.
Asi nejčastěji se vyskytuje v nějaké limitě - z výpočetních důvodů je často snazší pracovat s nekonečnem než s konečnými kvantitami. Už jednoduchá idealizace v mechanice, hmotný bod, obsahuje „nefyzikální“ nekonečno, nekonečnou hustotu. Také v optice se běžně počítá s nekonečnem - při tvorbě brýlí se vychází z toho, že poloměr rovné plochy je nekonečno.
V horším případě se nekonečna objevují v řešení rovnic, jako důsledek nějaké fyzikální teorie. Obvykle to značí, že matematický aparát, v jakém je teorie formulována, přestává stačit. Tak například obecná teorie relativity „předpovídá“ nekonečné hodnoty různých fyzikálních veličin v singularitě. Fyzikální interpretace je, že teorie ve skutečnosti předpovídá meze své platnosti a pro předpovědi skutečnosti by byla nutná neexistující kvantová teorie gravitace.[zdroj?] „Potíže s nekonečny“ mají i další moderní fyzikální teorie. To, jak s nekonečny pracovat, je podstatnou částí současné fyziky (viz renormalizace).[zdroj?]